# Détournement du Miss Macao
Le détournement du Miss Macao (en cantonais : 澳門小姐綁架, en mandarin : 澳門小姐號劫機案) est le premier acte de piraterie aérienne enregistré sur un vol commercial. Il s'est produit le 16 juillet 1948 à bord d'un hydravion de type PBY Catalina, baptisé Miss Macao. Opéré par la Macau Air Transport Company (en), une filiale de Cathay Pacific, l'appareil assurait la liaison régulière entre la colonie portugaise de Macao et la colonie britannique de Hong Kong. Ce vol, très prisé des commerçants et des élites locales, transportait 23 passagers et 4 membres d'équipage. L'attaque a été perpétrée par un groupe de quatre pirates de l'air, menés par un certain Zhao Riming (Chio Tak), dont l'objectif était de dérober les biens de valeur et de rançonner les passagers fortunés, une pratique alors courante dans les eaux du delta de la rivière des Perles, mais inédite dans les airs.
L'opération a rapidement dégénéré en tragédie. Peu après le décollage de Macao, les pirates ont tenté de prendre le contrôle de l'appareil. Au cours de l'assaut dans le cockpit, le pilote, Dale Cramer, et le copilote, Ken McDuff, ont été mortellement blessés. Privé de ses pilotes, l'hydravion est devenu incontrôlable et s'est écrasé en mer près de l'embouchure de la rivière des Perles, en Chine. L'impact a été d'une violence extrême, détruisant presque entièrement l'aéronef et ne laissant qu'un seul survivant parmi les 27 personnes à bord.
L'unique survivant, Huang Yu (Wong Yu), s'est avéré être l'un des quatre pirates de l'air. Repêché par un pêcheur local, il a d'abord prétendu être un passager ordinaire, mais son témoignage a rapidement éveillé les soupçons des autorités. Son récit a permis de reconstituer le déroulement des événements et de confirmer la nature criminelle du crash. Son procès posa un problème juridique inédit : aucun tribunal n'était compétent pour juger un crime commis dans les airs, hors des eaux territoriales. Huang Yu fut finalement relâché trois ans après les faits, le 11 juin 1951, faute de cadre légal applicable, bien que l'affaire ait entraîné une prise de conscience internationale sur la nécessité de légiférer en matière de sécurité aérienne et de compétence judiciaire pour les crimes commis en vol.

## Contexte
Au lendemain de la Seconde Guerre mondiale, le transport aérien connaît un essor rapide en Asie, remplaçant progressivement les liaisons maritimes pour les voyages rapides. La ligne entre la colonie portugaise de Macao et la colonie britannique de Hong Kong est particulièrement stratégique. Macao est alors une plaque tournante pour le commerce de l'or, profitant d'une réglementation plus souple qu'à Hong Kong, où l'importation du métal précieux est strictement contrôlée. Cette liaison aérienne, d'une durée de seulement 25 minutes, est donc vitale pour les commerçants, les hommes d'affaires et les élites locales qui transportent régulièrement d'importantes sommes d'argent ou de l'or. Le vol du Miss Macao était ainsi perçu comme une « navette pour millionnaires », ce qui en faisait une cible potentielle pour le crime organisé,
La région du delta de la rivière des Perles, qui sépare Macao et Hong Kong, est historiquement une zone où la piraterie est endémique. Depuis des siècles, les pirates profitent du dédale d'îles et de voies navigables pour attaquer les jonques de commerce et les navires de passagers. Après la guerre, cette activité criminelle connaît une résurgence, les pirates étant souvent bien armés et organisés. Le détournement du Miss Macao apparaît comme une transposition de ce modèle criminel du domaine maritime au domaine aérien. Les assaillants ont probablement estimé qu'un hydravion, se posant et se déplaçant sur l'eau, pouvait être traité de la même manière qu'un navire : une fois l'équipage maîtrisé, il serait possible de le faire amerrir dans une zone isolée pour piller ses occupants en toute impunité,,.
L'appareil, immatriculé VR-HDT, est un hydravion de type Consolidated PBY-5A Catalina, un modèle militaire américain reconverti pour un usage civil après la guerre. Robuste et fiable, le Catalina est parfaitement adapté aux liaisons courtes entre des territoires côtiers ne disposant pas nécessairement de longues pistes d'atterrissage. Il est exploité par la Macau Air Transport Company (en) (MATCO), une filiale de Cathay Pacific, une compagnie aérienne fondée à peine deux ans plus tôt, en 1946, par l'Américain Roy Farrell (en) et l'Australien Sydney de Kantzow (en). À ses débuts, la flotte de la compagnie est modeste et le Miss Macao est l'un de ses appareils phares pour les vols régionaux. Le nom « Miss Macao » n'est pas un surnom anodin ; il témoigne de la popularité et de l'importance de cette liaison pour la jeune entreprise qui cherche à s'imposer dans le paysage aérien asiatique,,.

## Déroulement des événements
Le 16 juillet 1948, le Miss Macao décolle de Macao avec à son bord 23 passagers d'origines diverses, dont 12 passagers chinois ainsi que des ressortissants américains, britanniques, russes et portugais, accompagnés de quatre membres d'équipage. Les quatre pirates de l'air chinois, dirigés par Zhao Riming, ancien officier de l'aviation militaire parlant anglais et sachant piloter, ont minutieusement préparé leur opération. Ils ont dissimulé trois revolvers attachés sur l'intérieur de leurs cuisses avec des sangles en fil noir, tandis que les balles sont cachées dans le talon évidé de la chaussure de Zhao Sancai (cette méthode de dissimulation préfigure étonnamment celle utilisée cinquante ans plus tard par le « poseur de bombe dans la chaussure » Richard Reid). Quelques minutes après le décollage, Zhao Riming et Zhao Changguang pénètrent dans le cockpit, arme au poing. Zhao Riming ordonne en anglais au pilote de se rendre, mais le capitaine Dale Cramer, âgé de 27 ans, refuse catégoriquement. Dans la cabine des passagers, la situation dégénère rapidement lorsqu'un passager américain courageux tente de maîtriser Zhao Sancai en saisissant son arme d'une main et en le frappant au visage de l'autre,.
Face à la résistance, les pirates reviennent du cockpit et abattent le passager américain qui tentait de s'opposer à eux. Ils ordonnent ensuite à tous les autres passagers de lever les mains. Le capitaine Dale Cramer, dans une tentative désespérée de reprendre le contrôle, tire brusquement sur le manche à balai pour déstabiliser les pirates en faisant basculer l'appareil. Simultanément, le copilote Ken McDuff, âgé de 23 ans, saisit une clé à molette et frappe Zhao Changguang à la tête, le mettant hors de combat. Zhao Riming riposte immédiatement en ouvrant le feu et tue les deux pilotes.
Privé de pilote, l'appareil pique directement vers le delta de la Rivière des Perles. Un pêcheur témoin de la scène voit l'avion voler en direction du nord avant de changer brusquement de cap et de plonger dans la mer. Huang Yu (Wong Yu), positionné à l'arrière de l'appareil, fait preuve d'une remarquable présence d'esprit : alors qu'il est projeté dans la cabine lors de la chute, il parvient à saisir un gilet de sauvetage avant d'être éjecté de l'avion, devenant ainsi l'unique survivant de cette tragédie qui coûte la vie à 26 personnes.
Le pêcheur qui a repéré le crash s'approche de l'épave et découvre Huang Yu, qu'il transporte vers un hôpital de Macao pour y recevoir des soins. Interrogé par la police, Huang Yu, âgé de 35 ans, prétend initialement que « le nez de l'avion a explosé soudainement » près de Jiuzhou (en) et qu'il a perdu connaissance pendant la chute rapide de l'appareil. Il se présente comme un agriculteur de Zhongshan venu chercher du travail à Macao et affirme qu'un certain Zhao lui avait acheté son billet pour un emploi d'apprenti mécanicien à Hong Kong. Cependant, son récit suscite immédiatement la méfiance des enquêteurs. L'explication d'une explosion du nez de l'appareil paraît hautement improbable pour un Catalina, avion robuste capable de se poser sur l'eau même en cas de panne moteur. De plus, des témoins rapportent avoir entendu plusieurs détonations ressemblant à des coups de feu, et Huang Yu portait un gilet de sauvetage lors de son sauvetage, détail troublant.

## Enquête
Les opérations de sauvetage et de récupération de l'épave sont considérablement retardées par un typhon qui sévit dans la région plusieurs jours après le crash. Une fois les conditions météorologiques améliorées, l'épave du Miss Macao est finalement récupérée et transportée vers les services de police divisionnaires pour une expertise approfondie. Son examen forensique révèle des preuves accablantes du détournement. Les enquêteurs découvrent plusieurs impacts de balles clairement visibles sur les parois intérieures de l'appareil. L'analyse balistique permet d'identifier deux douilles usagées ainsi qu'une balle non tirée, révélant que deux pistolets différents ont été utilisés durant l'incident. L'autopsie des victimes confirme la violence de l'affrontement : le copilote Ken McDuff et un passager américain présentent tous deux des blessures par balle mortelles. Ces résultats d'autopsie contredisent formellement la version initiale de Huang Yu concernant une « explosion du nez de l'appareil ».
L'enquête révèle que la plupart des passagers appartiennent aux classes aisées de la société, transportant des biens de valeur, à l'exception notable de trois hommes chinois portant tous le nom de famille Zhao, dont les antécédents demeurent mystérieux. Deux corps de ces hommes sont récupérés dans l'eau, mais aucune famille ne vient les réclamer, renforçant les soupçons concernant leur identité véritable et leur rôle dans l'affaire. Face aux incohérences du témoignage de Huang Yu et à l'absence d'éléments sur l'identité des trois Zhao, la police de Macao (en) met en place une stratégie d'investigation particulière. Elle diffuse de fausses informations selon lesquelles la compagnie aérienne versera des compensations aux familles des victimes, et que les proches doivent se présenter pour identifier les corps. La police précise même que si un membre de la famille n'est pas présent à Macao, il peut procéder à l'enregistrement par procuration.
Cette stratégie porte ses fruits lorsqu'une femme nommée Zhao Ermei contacte la police, prétendant être la cousine de Zhao Riming, l'un des trois hommes non identifiés. Native de Doumen, ville de la province du Guangdong, et résidente de Macao, elle révèle que son cousin était officier de l'armée de l'air pendant la Seconde Guerre mondiale, qu'il savait piloter un avion et parlait anglais. Selon son témoignage, Zhao Riming avait emmené deux habitants de sa région, Zhao Changguang et Zhao Sancai, pour travailler à Macao. Elle précise que quatre hommes, incluant Huang Yu, étaient arrivés chez elle, avaient passé une nuit sous son toit et avaient pris l'avion pour Hong Kong le lendemain. Elle ajoute un détail troublant : ils ne possédaient qu'une seule mallette et lui avaient interdit formellement d'y toucher.
Pour obtenir les aveux complets de Huang Yu, la police de Macao orchestre une mise en scène élaborée à l'hôpital. Des dispositifs d'enregistrement sont dissimulés dans la chambre du suspect, et un policier est placé dans le lit adjacent, se faisant passer pour une victime d'accident de voiture. Pour donner plus de crédibilité à cette supercherie, les enquêteurs vont jusqu'à maculer le corps et les vêtements du faux patient avec du sang de porc. Malgré cette mise en scène théâtrale, Huang Yu ne révèle aucune information supplémentaire. Les enquêteurs changent alors de stratégie en organisant une nouvelle supercherie plus sophistiquée. Ils envoient un homme dans la chambre d'hôpital, prétendant venir rendre visite à son parent blessé. Cet homme, s'exprimant en dialecte de Zhongshan (en), reconnaît soudainement Huang Yu et s'exclame : « N'es-tu pas Huang ? Je ne t'ai pas vu depuis longtemps ! » Il sort alors ce qui semble être un journal portugais et lui annonce : « Zhao Riming, Zhao Sancai et Zhao Changguang ont été secourus par des navires de guerre britanniques et emmenés à Hong Kong pour interrogatoire. Ils ont déclaré à la police qu'ils suivaient tes ordres et n'étaient responsables que de l'achat des armes. Ils ont été forcés de participer. Dans l'avion, c'est toi qui as tiré et tué les gens. Il y a des rapports dans le journal, et maintenant tout le monde sait que tu as dirigé le détournement ». Cette ruse déclenche immédiatement la réaction de Huang Yu, qui s'écrie : « Zhao Riming était clairement le cerveau et il savait comment piloter un avion. Si ce n'était pas lui le chef, pourquoi aurions-nous choisi de voler un avion ? Je ne suis qu'un « ouvrier » ! » Cette déclaration spontanée permet à la police d'obtenir le récit complet du détournement, conduisant finalement à son arrestation.
L'enquête établit que le détournement était motivé par le vol d'or et d'argent. Les pirates avaient minutieusement étudié les habitudes d'un marchand d'or nommé Huang Songping, qui opérait des affaires entre Hong Kong et Macao et transportait régulièrement de l'or entre ces deux destinations. Après avoir découvert que Huang Songping voyagerait avec de l'or à destination de Hong Kong le 16 juillet à bord du Miss Macao, les quatre hommes se sont réunis à plusieurs reprises pour planifier leur attaque. Leur plan initial consistait à détourner l'avion vers le village de Xiao Chikan où ils comptaient dépouiller les passagers fortunés de leur or et de leurs biens de valeur. Pour financer cette opération, Zhao Riming et Zhao Changguang avaient même vendu leurs maisons et leurs terres.

## Évolution du cadre juridique de la piraterie aérienne
Bien que le détournement du Miss Macao ait été un événement isolé à l'époque, il a mis en lumière l'absence criante de cadre juridique international pour traiter de tels crimes. Le survivant et pirate Huang Yu a été libéré sans procès environ trois ans après les faits, le 11 juin 1951, en raison de l'absence de lois spécifiques sur la piraterie aérienne et des complexités juridictionnelles entre les territoires impliqués (Macao, Hong Kong et la Chine). Cette lacune juridique a souligné la nécessité d'une coopération internationale pour définir et poursuivre les actes de piraterie aérienne.
Ce n'est que bien plus tard, avec la multiplication des détournements d'avions dans les années 1960 et 1970, que la communauté internationale a réagi de manière significative. La Convention de Tokyo (en) de 1963 a été le premier traité international à aborder les infractions commises à bord des aéronefs. Elle a été suivie par la Convention de La Haye (en) de 1970, qui a spécifiquement criminalisé le détournement d'aéronefs et a établi le principe aut dedere aut judicare (en) (« soit extrader, soit juger »), garantissant ainsi que les pirates de l'air ne puissent échapper à la justice. La Convention de Montréal (en) de 1971 a ensuite complété ce cadre en traitant des actes illicites dirigés contre la sécurité de l'aviation civile, tels que les sabotages ou les attaques contre les aéroports.
Bien que le détournement du Miss Macao n'ait pas directement conduit à l'adoption immédiate de ces conventions, il est rétrospectivement considéré comme un événement précurseur qui a mis en évidence la nécessité d'une réglementation internationale robuste en matière de sécurité aérienne. Il a servi de sombre avertissement sur la nature évolutive des menaces auxquelles l'aviation civile serait confrontée.